# Simon Eberwein
Simon Eberwein (* 1555 in Bentheim; † 1625 in Crottendorf) war ein kurfürstlich-sächsischer Oberförster im oberen Erzgebirge, der sich dort u. a. bleibende Verdienste um die Wiederaufforstung der oberen Gebirgslagen erwarb.

## Leben und Wirken
Eberwein stammt aus dem heutigen Niedersachsen und trat in den Dienst des Kurfürsten August von Sachsen, der ihn im Amt Crottendorf einsetzte, wo er bis zum Oberförster aufstieg und ein bedeutendes Gut erwarb. Er leitete mehrere Jagden am Fichtelberg (Erzgebirge), an denen der sächsische Kurfürst teilnahm.
Von seiner Bedeutung zeugen zwei Bildnisse auf einer Schaumünze, die sich im Museum des Louvre in Paris befindet, und auf einem Jagdfries in der Waldschänke in Moritzburg bei Dresden.